# Pericoma ludificata
Pericoma ludificata är en tvåvingeart som beskrevs av Quate 1955. Pericoma ludificata ingår i släktet Pericoma och familjen fjärilsmyggor.
Artens utbredningsområde är Oregon. Inga underarter finns listade i Catalogue of Life.